# Przeplatka cinksia
Przeplatka cinksia (Melitaea cinxia) – motyl dzienny z rodziny rusałkowatych.

## Wygląd
Rozpiętość skrzydeł od 36 do 44 mm, dymorfizm płciowy niewielki.

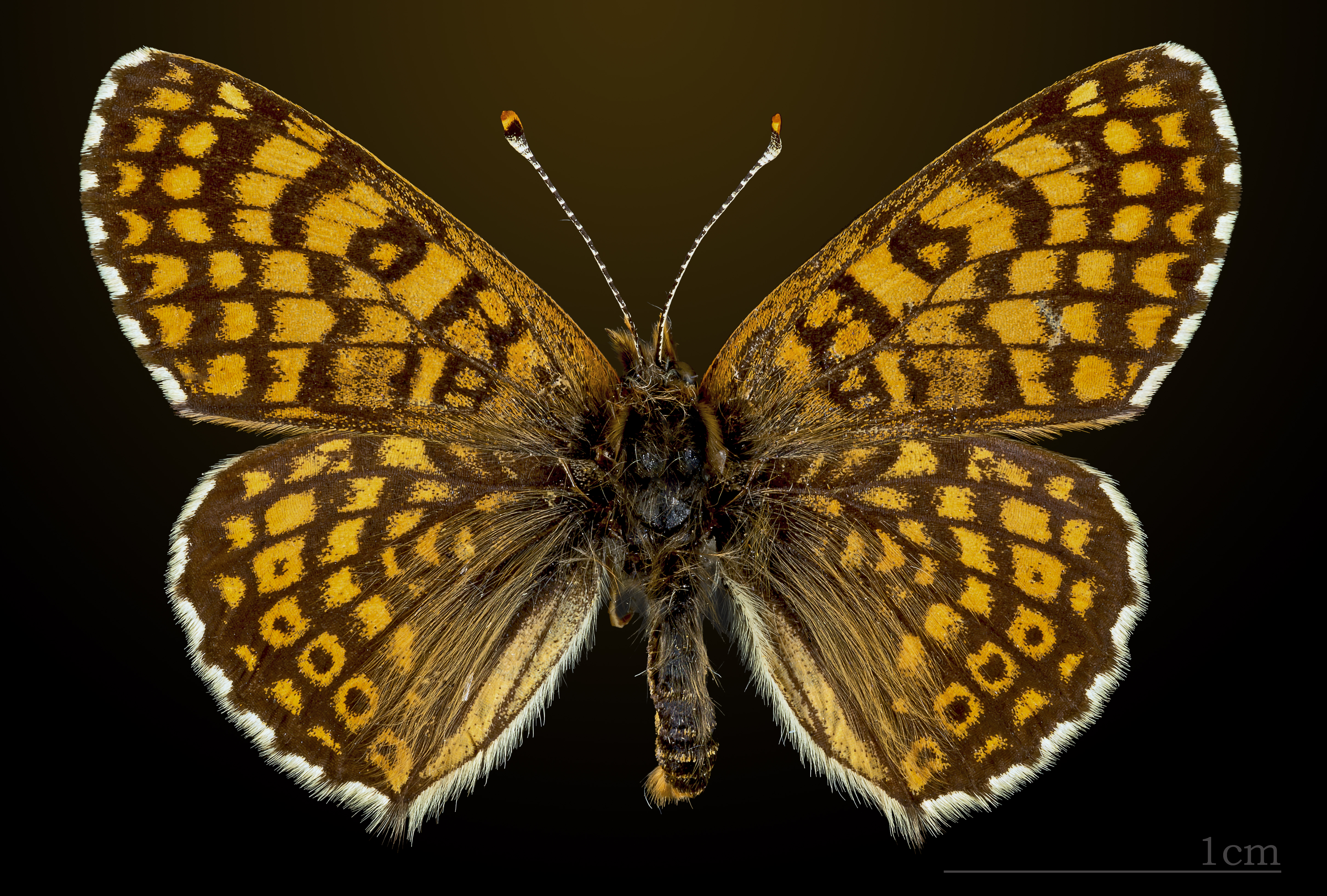
Przeplatka cinksia
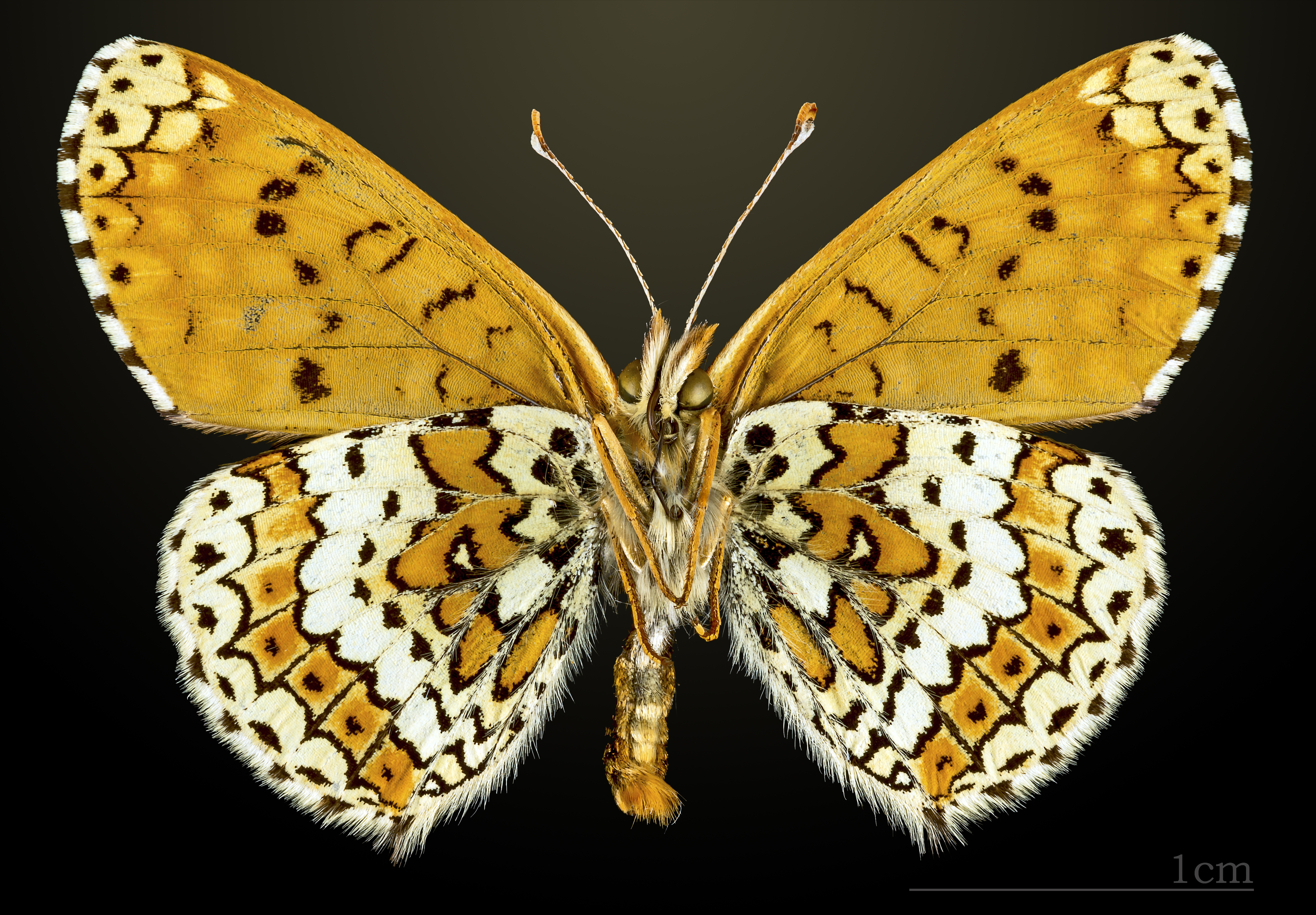
△ Przeplatka cinksia
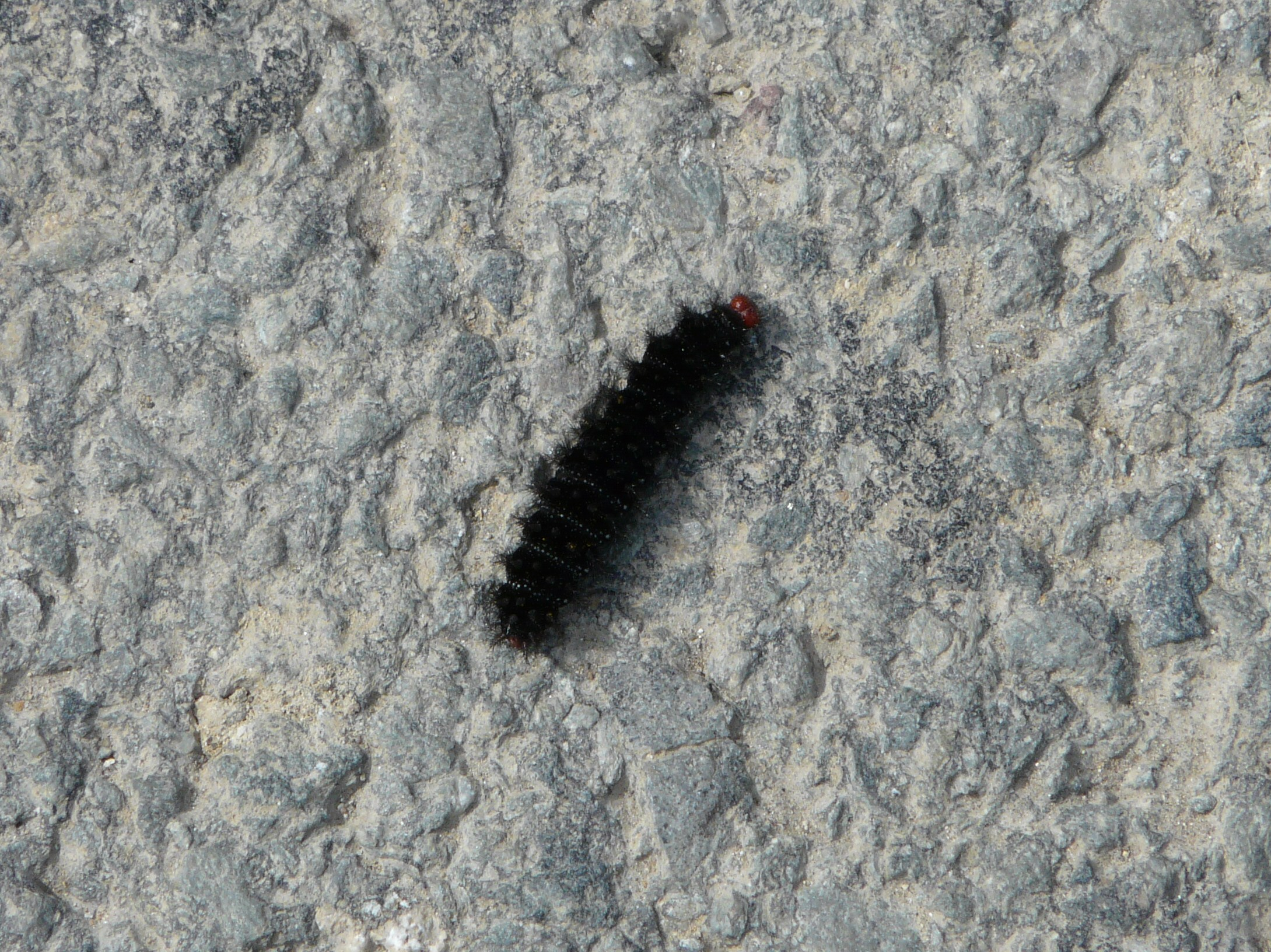
Gąsienica

## Siedlisko
Polany, ekstensywnie użytkowane pastwiska, kwietne łąki.

## Biologia i rozwój
Wykształca jedno pokolenie w roku (połowa maja-początek lipca). Rośliny żywicielskie: babki, rzadziej przetaczniki. Jaja składane są po 50–250 sztuk na spodniej stronie rośliny żywicielskiej. Larwy żyją w oprzędach, zimują w piątym stadium i wznawiają aktywność w marcu. Stadium poczwarki trwa około 3 tygodni. Dzięki substancjom pozyskiwanym z roślin żywicielskich motyle są niejadalne dla drapieżników.

## Rozmieszczenie geograficzne
Gatunek palearktyczny, w Polsce występuje na terenie całego kraju z wyjątkiem gór, pogórzy i Mazur.